# 无尽的任务
《無盡的任務》（簡稱EQ），是由美國索尼線上娛樂（Sony Online Entertainment）的Verant所開發的知名線上遊戲。從1999年3月開始營運，遊戲其中包含了1.6万多個遊戲任務等內容，而遊戲中的諾拉斯大陸的面積若換算為現實世界有350平方公里。

## 游戏介绍
《無盡的任務》建構了一個擬真的諾瑞斯（Norrath）虛構世界 ，再分成費朵（Faydwer）以及安東尼卡（Antonica）等數塊大陸。遊戲中提供15種種族與16個職業供玩家選擇。
在遊戲中使用了技能熟練度系統，如果一個角色要游得快，那麼該角色必須經常地使用游泳這個動作，才能夠使泳速提高 ；同樣，如果一個角色想要增加抗掉落的能力，必須常常到高處往下跳，想要耐打擊就必須經常被打。
遊戲中與NPC的對話採對話式互动。玩家需像跟一個真人說話一般地打字，借由句子中的關鍵字來引發NPC的互動。

### 种族
以下為無盡的任務所出現的種族。
1. 野蠻人（Barbarian）：住在冰雪之城海拉斯的野蠻種族。
2. 矮人（Dwarf）：普羅．思瑞司所創造出的矮人一族
3. 高等精靈（High Elf）：又稱卡爾達，被認為是萬物之母圖奈瑞所創造的精靈族之中，血統最純正的一群。這個高貴的種族擁有如同象牙一般的潔白皮膚，以及極為俊美的外貌。
4. 木精靈（Wood Elf）：或稱費爾達，一般來說約有五呎高，同時有著極具吸引力的外貌，皮膚帶著一點橡木般的褐色，尊重大自然的人為友，特別是遊俠與德魯伊教徒。
5. 黑暗精靈（Dark Elf、Tair‘Dal）：或稱泰爾達，因諾魯克‧仇恨之神，創造的種族，仇恨在他們血管裡面流動，驅動著他們邪惡的心靈。黑暗精靈痛恨世上所有的一切，包括他們自己以及他們的創造者也不例外。
6. 人類（Human）：對於戰鬥以及魔法方面沒有任何特別的能力，卻擁有卓越的創造力，位於安東尼卡大陸東西兩端的奎諾斯與自由港是人類最主要的家園。
7. 博學者：諾瑞斯最聰明的一批人類的後裔。然而他們優異的智能換來的代價就是那非常脆弱，易受傷害的身體。界，博學者們住在奧鐸士島上面兩個不同的城市。
8. 半精靈（Half Elf）：精靈與人類的結合，他們四處結交朋友,並且往往靠著廣博的經歷見聞，成為善於說故事的人。
9. 半身人（Halflin）：身高正好是諾瑞斯大多數種族平均的一半左右，因此得到這個名稱。他們的身高約在三呎上下，而且多數看起來都有點胖。以種種滑稽的惡作劇以及幽默感聞名全諾瑞斯，同時也擁有高度的包容力。
10. 伊克薩（Iksar）：可怕而殘暴的爬蟲種族，擁有高大的身材，覆蓋全身的鱗片，長而有力的尾巴，這樣的外型令人望而生畏。但是爬蟲的血源卻也給予他們熟稔的水性以及快速回復生命的能力。
11. 巨魔（Ogre）：由戰神瑞羅賽克創造出來的大型種族，在戰場上由於驚人的蠻力以及無與倫比的耐力而所向批靡。
12. 洞穴巨人（Troll）：通常被認為是個既可怕又可悲的種族，他們身上總是帶著一股令人作嘔的氣息。極端地殘暴與貪婪，他們從沒有感到滿足的時刻。他們不相信任何人，連同胞之間也彼此互不信任。
13. 瓦沙（Vah Shir）：是高貴的貓族生物，他們可以直立行走，並且曾經統治著奧鐸士所有其他的貓人族。
14. 蛙人（Froglok） ：經由米森尼爾‧ 瑪爾（真理守護者）的點化，迅速地從矮小而脆弱的兩棲生物，進化成為具有智慧而勇敢的種族。[4]
15. 德拉肯人（Drakkin） ：由六隻脫離巢穴的巨龍創造的人工種族。這些巨龍自稱為“水晶之翼”，綁架了人類，並給他們注入了龍的力量。六隻龍創造了六種獨特的德拉肯型態。[5]

### 信仰
在遊戲中玩家創建人物時候必需選擇一位遊戲世界中的神祇作為代表信仰。
无尽的任务所处的世界是一个多神论的世界，据信与《无尽的任务》的创始人Brad McQuaid的宗教信仰有关系。虽然有若干信仰，但是在无尽的任务游戏中玩家只能选择主要信仰，其它的神只出现在设定或者游戏中，部分神也被NPC所信仰。无尽的任务2中的历史设定为克拉夫苏醒后的500年，诸位神离开诺拉斯的世界，但随着游戏的进行中，现在玩家也可以选择部分神信仰。
主要信仰主要信仰中的神可以为无尽的任务中的玩家所选择信仰。
- 貝爾托休勒斯，又稱：瘟疫帶菌者（Bertoxxulous ,The Plaguebringer）
- 普羅‧思瑞斯，又称：地底公爵 （The Duke of Below）
- 布里斯托班‧菲茲利索普，又稱：盜王之王 （The King of Thieves）
- 凱斯‧蘇戮，又稱：無面者 （The Faceless）
- 愛蘿莉西‧瑪爾，又稱：愛心之后 （The Queen of Love）
- 因諾魯克，又称：仇恨王子 （The Prince of Hate）
- 卡瑞那，又稱：雨之守護者 （The Rainkeeper）
- 米森尼爾‧瑪爾，又稱：擁光者 （The Lightbringer）
- 普薩斯，又稱：海之主宰 （The Oceanlord）
- 奎里歐絲，又稱：平静之子 （The Tranquil）
- 瑞羅‧賽克，又稱：戰神 （The Warlord）
- 洛賽‧奈夫，又稱：原始醫尊 （The Prime Healer）
- 索如賽克‧洛，又稱：烈焰王子 （The Burning Prince）
- 崔波拿，又稱：六錘尊者 （The Six Hammers）
- 圖奈瑞，又稱：萬物之母 （The Mother of All）
- 薇仙，又稱：龍后 （The Wurmqueen）

次要信仰次要信仰中的神主要出现在游戏中，其中很多出现在无尽的任务資料片－權能者異界 （Planes of Power）的中，允許玩家可以亲自挑战这些神。
- 焚寧 洛又称：烈焰君主 （The Tyrant of Fire）
- 露卡琳又称：暗影女士 （The Maiden of Shadows）
- 西格尼
- 拉泽元老院
- 特里思 土勒
- 泽布罗克

## 營運概況

### 英文版
無盡的任務英文版通常會被玩家稱為EEQ，亦即English EverQuest的簡稱，付費方式是訂購遊戲產品包，利用遊戲內的序號開啟一組帳號後再使用信用卡或者SOE通用游戏卡付費。而每出一片新資料片，便需要為該帳號再購買一次資料片費用，才能進入新區域冒險。隨後不久，臺灣的英特衛（Interwise Multimedia Co.）在臺灣區獲得代理，將遊戲作了行銷包裝以及繁體中文化遊戲手冊，在遊戲內容方面仍然是連線到美國的伺服器去玩的，也仍必須付費給SOE。
EEQ至今已經有20年的時間，期間除主程式诺拉斯大陆之外，推出了：庫納克遺跡（2000年3月）、维利斯的伤痕（2000年12月）、月影传说（2001年11月）、權能者異界（2002年10月）、艾克纱传奇（2004年2月）、混乱之门（2004年2月）、Omens of War(OoW)、Dragons of Norrath(DoN)、Depths of Darkhollow(DoD)、洛之預言- Prophecy of Ro(PoR)、巨蛇之脊 - The Serpent's Spine(TSS)、湮沒之海 - The Buried Sea(TBS) 以及菲達華的秘密-Secret of Faydwer(SoF)、阿拉瑞斯的面紗等資料片。
SOE官方宣布之後會大概每一年才會推出新一輯的資料片，讓旗下的遊戲設計員集中精力於改善現時的遊戲系統和出現的程序错误。

### 中文版
在中国大陆地区，自2003年1月由上海育碧电脑软件有限公司（UbiSoft）代理开始运营起，简体中文版《无尽的任务》已吸引了超过四十万名资深玩家亲身体验这款游戏，由于代理合同到期加之经营不善，于2005年1月31日正式停止运营。结束运营后，所有简体中文版用户被上海育碧电脑软件有限公司（UbiSoft）免费转移到无尽的任务英文版继续游戏。
南韓的NCsoft於2001年取得亞洲區的韓國、台灣和香港的代理權之後，台灣於2002年10月3日由 遊戲橘子宣布與NCsoft公司合作，由遊戲橘子提供服務。
各地區中文版已皆於2006年結束營運。

## 资料片
| 版本序 | 名称                     | 译名                      | 發布日期       | 等級上限 |
| ------ | ------------------------ | ------------------------- | -------------- | -------- |
| 1      | Ruins of Kunark          | 庫納克遺跡                | 2000年4月24日  | 60       |
| 2      | Scar of Velious          | 薇洛斯傷痕 (维利斯的伤痕) | 2000年12月5日  | 60       |
| 3      | Shadow of Luclin         | 露卡琳黯影 (月影传说)     | 2001年12月4日  | 60       |
| 4      | Planes of Power          | 權能者異界 (神之领域)     | 2002年10月29日 | 65       |
| 5      | Legacy of Yekesha        | 葉肯薩傳奇 (艾克纱传奇)   | 2003年2月25日  | 65       |
| 6      | Lost Dungeons of Norrath | 諾瑞斯遺城 (失落的地下城) | 2003年9月9日   | 65       |
| 7      | Gates of Discord         | 無序之門                  | 2004年2月10日  | 65       |
| 8      | Omens of War             | 戰爭預兆                  | 2004年9月14日  | 70       |
| 9      | Dragons of Norrath       | 诺拉斯龍族                | 2005年2月15日  | 70       |
| 10     | Depths of Darkhollow     | 暗谷深淵(黑暗深处)        | 2005年9月13日  | 75       |
| 11     | Prophecy of Ro           | 洛之預言                  | 2006年2月21日  | 75       |
| 12     | The Serpent's Spine      | 毒蛇之脊(巨蛇之刺)        | 2006年9月19日  | 75       |
| 13     | The Buried Sea           | 隱匿之海（沉沒之海）      | 2007年2月13日  | 75       |
| 14     | Secrets of Faydwer       | 費朵的秘密                | 2007年11月13日 | 80       |
| 15     | Seeds of Destruction     | 毁灭种子                  | 2008年10月21日 | 85       |
| 16     | Underfoot                | 地底世界                  | 2009年12月15日 | 85       |
| 17     | House of Thule           | 蘇戮家族                  | 2010年10月12日 | 90       |
| 18     | Veil of Alaris           | 阿拉瑞斯的面紗            | 2011年11月15日 | 95       |
| 19     | Rain of Fear             | 恐惧之雨                  | 2012年11月28日 | 100      |
| 20     | Call of the Forsaken     | 被遺忘的呼喚              | 2013年10月8日  | 100      |
| 21     | The Darkened Sea         | 黑暗之海                  | 2014年10月28日 | 105      |
| 22     | The Broken Mirror        | 破碎之鏡                  | 2015年11月18日 | 105      |
| 23     | Empires of Kunark        | 庫納克帝國                | 2016年11月16日 | 105      |
| 24     | Ring of Scale            | 龍鱗議會                  | 2017年12月12日 | 110      |
| 25     | The Burning Lands        | 燃燒之地                  | 2018年12月11日 | 110      |
| 26     | Torment of Velious       | 薇洛斯的煎熬              | 2019年12月18日 | 115      |
| 27     | Claws of Veeshan         | 薇仙之爪                  | 2020年12月8日  | 115      |
| 28     | Terror of Luclin         | 露卡琳的恐怖              | 2021年12月7日  | 120      |
| 29     | Night of Shadows         | 暗影之夜                  | 2022年12月6日  | 120      |
| 30     | Laurion's Song           |                           | 2023年12月6日  | 125      |

## 续篇
其續作《無盡的任務II》（EverQuest II）也已經在全球開始營運，而美國索尼線上娛樂(Sony Online Entertainment)更與台灣遊戲橘子合作，開發《無盡的任務2東方版》（EverQuest East），在中國大陆、香港、台灣、韩国历经了一年不到的试运营后，台灣遊戲橘子表示本款游戏的中文化素質和游戏品质无法达到预期目标，测试服务器于2006年3月30日关闭，所有《無盡的任務2東方版》用户免费转往美國索尼線上娛樂的英语服务器。

## 衍生作品
- 無盡的任務-諾拉斯戰士 （Champions of Norrath） :PS2作品，發行於2004年二月
- 《無盡的任務全記錄》 :2004年3月出版，ISBN 9789867529206

## 外部連結
- EQ官網 （页面存档备份，存于）（英文）